# بيريار راماسامي
إيرود فينكاتابا راماسامي (17 سبتمبر 1879 - 24 ديسمبر 1973)، والمعروف باسم بيريار، كان ناشطًا اجتماعيًا وسياسيًا هنديًا بدأ حركة احترام الذات. يعرف باسم أبو الحركة الدرافيدية. عمل بقوة ضد الهيمنة البراهمية والتمييز الجنسي وعدم المساواة الطبقية في ولاية تاميل نادو.
انضم راماسامي إلى المؤتمر الوطني الهندي في عام 1919، لكنه استقال في عام 1925 عندما شعر أنَّ الحزب يخدم مصالح البراهمة فقط. شكَّ في استغلال غير البراهميين، إذ تمتع البراهميون بالهدايا والتبرعات وحدهم. شارك راماسامي في عام 1924 في التحريض غير العنيف (ساتياغراها) في فايكوم في ولاية كيرلا. سافر راماسامي بين عامي 1929 و1932 بجولة في مالايا البريطانية وأوروبا وروسيا. تولى راماسامي رئاسة حزب العدالة في عام 1939، وغير اسمه في عام 1944 إلى درافيدار كازاجام. انقسم الحزب بعد ذلك لمجموعة بقيادة سي إن أنادوراي لتشكيل حزب درافيدار مونيترا كازاجام في عام 1949. دعا إلى وجود أرض درافيدا المستقلة من خلال حركة احترام الذات.
عزز راماسامي مبادئ العقلانية واحترام الذات وحقوق المرأة والقضاء على نظام الطبقات الاجتماعية. عارض استغلال وتهميش غير البراهمة من شعب جنوب الهند وفرض ما سمّاه الهند الهندوآرية.

## مبادئه وإرثه

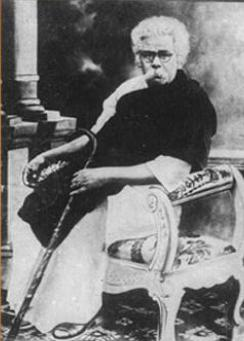
قاتل الحرية الهندي مع: بيريار إي في راماسامي

أمضى بيريار أكثر من خمسين عامًا في إلقاء الخطب، داعيًا إلى إدراك أنَّ الجميع مواطنين متساوين وأنَّ الاختلافات على أساس الطائفة والعقيدة هي قضايا من صنع الإنسان لإبقاء الأبرياء والجهلة مستضعفين في المجتمع. على الرغم من استهداف خطابات بيريار الجماهير الأميّة وغير المتدينين، إلا أنَّ العديد من المتعلمين تأثروا به أيضًا. نظر بيريار إلى المنطق كأداة. ووفقًا له فإن الجميع كانوا ينعمون بهذه الأداة لكن لم يستخدمها سوى القليل منهم. وهكذا استخدم بيريار المنطق في عرض المواضيع المهمة اجتماعيًا خلال عروضه للجمهور. اعتبر الكثيرون أنَّ الاختلافات الطائفية في المجتمع التاميلي هي سمات بقيت متجذرة حتى جاء بيريار.

### العقلانية
مثّلت العقلانية أساس مبادئ راماسامي وأساس الحركات التي أنشأها. اعتقد أن أقلية ضئيلة في المجتمع تستغل الأغلبية وتحاول إبقائها في وضع تبعية إلى الأبد. أراد أن يفكر المستغَلين في موقفهم، ويستخدموا تفكيرهم لإدراك أنهم مستغَلون من قبل بعض الأشخاص. إذا بدأوا في التفكير سوف يدركون أنهم بشر مثل البقية، وأنَّ الولادة لا يجب أن تمنح التفوق على الآخرين ويجب عليهم أن يوقظوا أنفسهم ويفعلوا كل ما هو ممكن لتطوير حياتهم الخاصة.
وأوضح راماسامي أنّ الحكمة تكمن في التفكير وأنّ العقلانية هي رأس الرمح. قال عن موضوع الطبقية أنه لا يوجد أي كائن حي آخر يحتقر طبقته الخاصة أو يحط منها. لكن الإنسان الذي يقال أنّه كائن حي عقلاني يفعل ذلك. إنَّ الاختلافات والكراهية والعداء والفقر والشر السائد الآن في المجتمع هي بسبب الافتقار إلى الحكمة والعقلانية وليس بسبب الله أو قسوة هذا الزمن. كتب راماسامي في كتبه ومجلاته عشرات المرات وفي مناسبات مختلفة أنَّ الحكم البريطاني أفضل من الحكم الذاتي للهند.
ألقى راماسامي اللوم على الرأسماليين في سيطرتهم على أجهزة الدولة، ما خلق صعوبات تواجه العمال. ووفقًا لفلسفته فإن العقلانية التي يجب أن تقود الطريق إلى حياة سلمية للجميع أدت إلى التسبب في الفقر والقلق للشعب بسبب القوى المسيطرة. وذكر أنه لا يوجد طريق سهل للحصول على الألقاب أو جمع الثروة إذا لم يمتلك الشخص احترام الذات والمعرفة العلمية. أحد الأمثلة التي قدمها هو أنَّ الغرب يرسل رسائل إلى الكواكب الأخرى، بينما كان أفراد المجتمع التاميلي في الهند يرسلون الأرز والحبوب إلى أجدادهم الموتى عبر البراهمة.
قال بيريار في رسالة إلى مجتمع البراهمة: «خدعتمونا باسم الله والدين والساسترا. كنا نحن الحكام. أوقفوا هذا الخداع من الآن. امنحوا فرصة للعقلانية والإنسانية». وأضاف أن «أي معارضة لا تقوم على العقلانية أو العلم أو الخبرة ستكشف يوما ما عن الغش والأنانية والأكاذيب والتآمر».

### احترام الذات
استندت فلسفة بيريار في احترام الذات على صورته للعالم المثالي المقبول عالميًا. تنص فلسفته على أنَّ الأفعال البشرية يجب أن تقوم على التفكير العقلاني. وبالإضافة إلى ذلك فإن الغريزة الطبيعية للبشر هي استكشاف كل شيء وكل عمل حتى الطبيعة بهدف الاستقصاء، ورفض الخضوع لأي شيء غير عقلاني يعادل العبودية. وهكذا نصّت فلسفة احترام الذات على أنَّ الأفعال البشرية يجب أن تسترشد بالعقل، ويجب اكتشاف الصواب والخطأ من خلال التفكير العقلاني ويجب احترام الاستنتاجات المستخلصة من العقل في جميع الظروف. تعني الحرية احترام الأفكار والأفعال التي يعتبرها الإنسان حقًا على أساس العقل. لا يوجد فرق كبير بين الحرية واحترام الذات.
تمثّل نداء بيريار الأول للناس في تطوير احترام الذات. وقال أنَّ البراهمة احتكروا المجتمعات الأخرى وخدعوها لعقود وحرموها من احترامها لذاتها. وذكر أنَّ معظم البراهمة قد زعموا أنهم ينتمون إلى مجتمع متفوق بامتياز محجوز لهم كونهم مسؤولين عن المعابد وأداء شعائر الصلاة. ورأى أنهم كانوا يحاولون إعادة توطيد سيطرتهم على الدين باستخدام وضعهم الطبقي المتفوق للمطالبة بامتياز لمس الأيقونات الدينية أو دخول غرف المعابد بشكل حصري.

### حقوق المرأة
دافع بيريار بصفته مصلحًا اجتماعيًا عقلانيًا طوال حياته عن ضرورة منح المرأة مكانتها الشرعية في المجتمع بشكل متساوٍ مع الرجل، وأن تمنح تعليمًا جيدًا والحق في الملكية أيضًا. كان يعتقد أنَّ العمر والعادات الاجتماعية ليست عائقًا أمام زواج المرأة. وكان حريصًا على أن تدرك المرأة حقوقها وأن تكون مواطنة بشكل حقيقي في بلادها.
عارض بيريار التقاليد الأرثوذكسية للزواج كقمع للنساء في تاميل نادو وفي جميع أنحاء شبه القارة الهندية. وعلى الرغم من أنَّ الزواج المدبر كان يهدف إلى تمكين الزوجين من العيش معًا طوال الحياة، إلا أنه استُغل لاستعباد النساء. كان زواج الأطفال أسوأ بكثير وكان يُعقد في جميع أنحاء الهند في ذلك الوقت. كان يُعتقد أن الزواج بعد البلوغ خطيئة. هناك ممارسة أخرى سائدة اليوم وهي نظام المهر الذي يفترض أن تدفع فيه عائلة العروس للزوج مبلغًا كبيرًا مقابل الزواج منها. كان الغرض من ذلك هو مساعدة الزوجين المرتبطين حديثًا ماليًا، ولكن أساء العريس استخدام المهر في كثير من الحالات. وتحول ذلك إلى استغلال لثروة العروس، وتحوله إلى قتل بسبب المهور في حالات كثيرة. وجدت مئات آلاف الحالات التي جرى فيها قتل الزوجات وتشويههنَّ وحرقهنَّ على قيد الحياة لأن والد العروس لم يتمكن من دفع المهر للزوج. وقف بيريار بقوة ضد هذه الاعتداءات الموجهة ضد النساء.
لم يكن لدى النساء في الهند حقوق في أملاك عائلاتهن أو أزواجهن. ناضل بيريار بقوة من أجل إقرار هذه الحقوق ودعا أيضًا إلى إقرار حق النساء في الانفصال عن أزواجهن في ظروف معينة. كانت وسائل منع الحمل من المحرمات في المجتمع في زمن بيريار لكنه دافع عنها ليس فقط من أجل صحة المرأة وتحديد النسل إنما من أجل تحرير المرأة أيضًا.

## وصلات خارجية
- بيريار (الموقع الرسمي) (بالإنجليزية)